# Ratnawati
Ratnawati (nepalski: रतनावती) – gaun wikas samiti w środkowej części Nepalu w strefie Dźanakpur w dystrykcie Sindhuli. Według nepalskiego spisu powszechnego z 2001 roku liczył on 449 gospodarstw domowych i 2724 mieszkańców (1331 kobiet i 1393 mężczyzn).